# Маринчук Денис Богданович
Денис Богданович Маринчук (нар. 28 грудня 1984) — український футболіст, захисник.

## Життєпис
Вихованець клубу «Прикарпаття» (Івано-Франківськ), кольори якого захищав у молодіжному чемпіонаті України (ДЮФЛУ). Футбольну кар'єру розпочав в аматорському клубі ЧТЕІ-Меркурій (Чернівці). У 2004 році виступав за київську «Оболонь» у турнірі дублерів, паралельно з цим виступав за «Оболонь-2» в другій лізі. У 2006 році перейшов до «Княжої» (Щасливе). У 2007 році захищав кольори молдовського клубу «Ністру» (Атаки). У вищому дивізіоні Молдови дебютував 3 березня 2007 року в поєдинку проти тираспольського «Шерифа» (0:3). 
Через півроку повернувся до України, де став гравцем першолігового МФК «Миколаїв». Влітку 2009 року перейшов до ПФК «Олександрія». Дебютував у футболці ПФК 27 липня 2008 року в переможному (3:0) домашньому поєдинку 2-о туру першої ліги проти бурштинського «Енергетика». Денис вийшов на поле на 86-й хвилині, замінивши Павла Куцого. Єдиним голом у футболці олександрійців відзначився 15 серпня 2009 року на 67-й хвилині програного (2:3) домашнього поєдинку 1/16 фіналу кубку України проти луцької «Волині». Маринчук вийшов на поле в стартовому складі, а на 76-й хвилині його замінив Максим Кременчуцький. У ПФК «Олександрії» провів два з половиною сезони, за цей час у першій лізі провів 56 поєдинків, ще 7 матчів (1 гол) зіграв у кубку України. Під час зимового трансферного вікна сезону 2010/11 років проходив перегляд в охтирському «Нафтовику-Укрнафті», яким на той час керував Сергій Мізін. Перегляд пройшов успішно й Денис уклав контракт з охтирським клубом терміном на один рік. Проте вже через рік на правах вільного агента перейшов до харківського «Геліоса». У листопаді 2012 року з ініціативи харківського клубу отримав статус вільного агента. У лютому 2013 року проходив перегляд у білоруському клубі «Динамо-Берестя» У 2013 році пограв в аматорській «Путрівці» (Київська область), а потім підсилив молодий склад новоствореної «Оболоні-Бровар». З На початку 2014 року приєднався до клубу «Арсенал-Київщина» (Біла Церква). На початку липня 2015 року залишив розташування білоцерківців У 2015 році захищав кольори аматорського клубу «Чайка» (Петропавлівська Борщагівка). З 2016 по 2017 рік виступав у «Джуніорс» (с. Шпитьки).

## Досягнення
«Ністру»
- Національний дивізіон Молдови
  -  Бронзовий призер (1): 2006/07

ПФК «Олександрія»
- Перша ліга чемпіонату України
  -  Бронзовий призер (1): 2008/09